# NGC 2604
NGC 2604 je galaksija u zviježđu Raku.

## Vanjske poveznice
- SEDS: NGC 2604